# Лэкстон, Джеймс
Джеймс Лэкстон (англ. James Laxton) — американский кинооператор. Лауреат премии «Независимый дух» и номинант на премию «Оскар» за операторскую работу в фильме «Лунный свет».

## Биография
Начал карьеру кинооператора со съёмок короткометражных фильмов. Дебютной полнометражной картиной для Лэкстона стал фильм 2008 года «Лекарство от меланхолии» режиссёра Барри Дженкинса. Работал на фильмах Кевина Смита «Бивень» и «Йоганутые». Наиболее известен по фильму 2016 года «Лунный свет».

## Избранная фильмография
- 2018 — Если Бил-стрит могла бы заговорить / If Beale Street Could Talk (реж. Барри Дженкинс)
- 2016 — Лунный свет / Moonlight (реж. Барри Дженкинс)
- 2016 — Йоганутые / Yoga Hosers (реж. Кевин Смит)
- 2014 — Бивень / Tusk (реж. Кевин Смит)
- 2014 — Лагерь X-Ray / Camp X-Ray (реж. Питер Сэттлер)
- 2013 — Взрослый мир / Adult World (реж. Скотт Коффи)
- 2013 — Дела с идиотами / Dealin’ with Idiots (реж. Джефф Гарлин)
- 2012 — Если хочешь хорошо провести время, звони… / For a Good Time, Call… (реж. Джеми Трэвис)
- 2008 — Лекарство от меланхолии[англ.] / Medicine for Melancholy (реж. Барри Дженкинс)

## Награды и номинации
- Номинация на премию «Оскар» за операторскую работу в фильме «Лунный свет»[1]

- Номинация на премию «Спутник» за операторскую работу в фильме «Лунный свет»[2]

- Номинация на премию «Независимый дух» за операторскую работу в фильме «Лекарство от меланхолии»[3]

- Лауреат премии «Независимый дух» за операторскую работу в фильме «Лунный свет»[3]

- Номинация на премию Американского общества кинооператоров за операторскую работу в фильме «Лунный свет»[3]

- Лауреат премии Национального общества кинокритиков США за операторскую работу в фильме «Лунный свет»[3]